# Roy Harris
Roy Ellsworth Harris (* 12. Februar 1898 im Lincoln County, Oklahoma; † 1. Oktober 1979 in Santa Monica, Kalifornien) war ein US-amerikanischer Komponist.

## Leben und Werk
Harris maß der Tatsache stets besondere Bedeutung zu, dass er an Abraham Lincolns Geburtstag in einem Blockhaus in Lincoln County, Oklahoma geboren wurde. Er erhielt von seiner Mutter Klavier- und später auch Klarinettenunterricht. Sein Studium absolvierte er an der University of California, Berkeley.
Aufgrund einer Empfehlung durch Aaron Copland studierte Harris von 1926 bis 1929 in Paris bei Nadia Boulanger, die auch weitere amerikanische Komponisten unterrichtete, etwa Walter Piston, Elliott Carter, Virgil Thomson oder Philip Glass.
Sergei Alexandrowitsch Kussewizki setzte sich für Harris’ 1. Sinfonie „1933“ ein; dadurch wurde sie die erste amerikanische Sinfonie, die auf Langspielplatte aufgezeichnet wurde (mit dem Boston Symphony Orchestra).
Seit 1933 lehrte Harris am Mills College. Unter seinen Studenten waren beispielsweise Vincent Persichetti, William Schuman und Peter Schickele (der „geistige Vater“ von P.D.Q. Bach).
Die 3. Sinfonie aus dem Jahr 1938 wurde zum festen Bestandteil des amerikanischen Repertoires (nicht zuletzt dank der Förderung durch Leonard Bernstein, der sie mehrmals einspielte), gemeinsam mit den etwa zeitgleich entstandenen 3. Sinfonien von Aaron Copland und Virgil Thomson. Die erste Ausgabe von Kent Kennans The Technique of Orchestration zitiert drei Passagen aus Harris’ dritter Sinfonie, um exemplarisch gelungene Orchesterpassagen für Cello, Pauken und Vibraphon zu demonstrieren.
Harris schrieb 14 weitere Sinfonien. Er war ein fruchtbarer Komponist von Chormusik, komponierte aber keine Opern.
Seine Musik, wenn auch zuweilen abstrakt erscheinend, ist gekennzeichnet durch ihren optimistischen, „amerikanischen“ Klang. Der Musikwissenschaftler John Canarina sieht Kennzeichen des „Harris-Stils“ in „mitreißenden Hornpassagen und Paukenostinati“.
1944 wurde Harris in die American Academy of Arts and Letters gewählt.

## Werke (Auswahl)

### Orchesterwerke
- Sinfonie Nr. 1, 1933
- Sinfonie Nr. 2, 1934
- Sinfonie Nr. 3, 1938, rev. 1939
- Sinfonie Nr. 4, „Folksong Symphony“ mit Chor, 1942
- Sinfonie Nr. 5, 1940–42
- Sinfonie Nr. 6, „Gettysburg Address Symphony“, 1944
- Sinfonie Nr. 7, 1952, rev. 1955
- Sinfonie Nr. 8, „San Francisco“, konzertant mit Klavier, 1961–62
- Sinfonie Nr. 9, „Polytonality“, 1962
- Sinfonie Nr. 10, „The Abraham Lincoln Symphony“ für Sprecher, Chor, Blechbläser, Schlagzeug und 2 Klaviere, 1967, überarbeitete Fassung für Sprecher, Chor, Klavier und Orchester
- Sinfonie Nr. 11, 1967
- Sinfonie Nr. 12, „Père Marquette“, mit Tenor, Sprecher und Orchester, 1969
- Sinfonie Nr. 13, „Bicentennial Symphony“, für Sprecher, Solisten, Chor und Orchester, 1976, nummeriert von Harris als Nr. 14 aus Aberglauben über die Zahl 13, posthum wieder als Nr. 13 bezeichnet von Dan Stehman mit Genehmigung der Witwe des Komponisten
- Sinfonie „Our Heritage“, Mitte der 1920er Jahre aufgegeben
- Sinfonie für Chorstimmen ohne Orchester, 1935
- Sinfonie „Point“ für Militärband, 1952
- „American Symphony“ für Jazzband, 1938, unvollendet
- „Walt Whitman Symphony“ für Bariton, Chor und Orchester, 1955–58
- Andante, 1925
- American Portraits, 1929
- Toccata, 1931
- Ouvertüre „When Johnny Comes Marching Home“, 1934
- Prelude und Fuge für Streichorchester, 1935
- Sinfonische Elegie „Farewell to Pioneers“, 1935
- Time Suite, 1936
- Ode to Truth, 1941
- Evening Piece, 1941
- Acceleration, 1941
- Fanfare, 1942
- March in Time of War, 1943
- Chorale für Blechbläser und Streicher, 1944
- Ode to Friendship, 1944
- Mirage, 1945
- Memories of Child’s Sunday, 1945
- Children at Play, 1946
- Radio Piece, 1946
- Melodie, 1946
- Celebration, 1946
- Work, 1947
- Mood, 1947
- Quest, 1948
- Kentucky Spring, 1949
- Cumberland Concerto, 1951
- Sinfonisches Epigramm, 1954
- Ode to Consonance, 1957
- Elegie und Tanz, 1958
- Horn of Plenty, 1963
- Epilogue to Profiles in Courage: J.F.K., 1963
- Salute to Youth, 1964

### Konzerte
- Konzert für Streichquartett, Klavier und Klarinette, 1926, rev. 1927/28
- 1. Klavierkonzert, 1941
- 2. Klavierkonzert, 1953
- Konzert für 2 Klaviere und Orchester, 1946
- Akkordeonkonzert, 1946
- „Elegy and Paean“ für Viola und Orchester, 1948
- Violinkonzert, 1949/50
- Fantasie für Klavier und Orchester, 1954
- „These Times“ für Klavier und Orchester, 1962
- Konzert für Klavier, Blechbläser und Schlagzeug, 1969

### Vokalmusik
- Madrigale, 1947
- Messe, 1948
- Ostermotette
- „Whitman Triptych“ auf Texte von Walt Whitman
- „Three Songs of Democracy“ auf ein Gedicht von Walt Whitman

### Kammermusik
- Klaviersonate, 1928
- Andantino für Streicher, Klarinette und Flöte, 1931
- Klavierquintett, 1936
- Streichquartette, Nr. 3: Präludien und Fugen (1937)